# 知府
知府是中国古代的地方职官名，是府级行政區的地方官。原稱“知府事”，是指有其他官職者，臨時兼任此府的長官。据古代正史职官志（百官志）记载，唐朝时已有相近的权变做法，宋朝时正式设立州府级地方长官“知府事”，明朝时才最后有了以“知府”为名的地方官职。以職級論，明、清專職知府一般為正四品或從四品，約相當於省轄市、地級市正職。
由於好古，士人經常雅稱知府為太守、郡守、明府、府公、府君、使君、府尊、太尊、黃堂、五馬等。

## 簡介
从唐朝开始即有以其他官职兼“知府事”或“权知府事”的做法，但“知府事”还不是正式的官职名称，而且管辖范围与后来的州府可能有很大差别。五代因循唐制不变，也有类似做法。到了宋代，在府、州、军、监设立地方长官，府的地方长官全稱为知某府軍府事，簡稱知府事、知府，以文臣本官朝官以上和武臣本官刺史以上充任。宋朝的知府事執掌府的戶口、賦稅、錢穀、獄訟，具体权力因不同的州府而稍有差异。因为各地有特殊情形，知府事一般还会兼领其他的官职，因而边境州府的知府在军事和政事上的权力可能大于一般州府。元朝废府设路，路一级的地方长官为达鲁花赤，只在散府设有“知府”的官职，是达鲁花赤的属官之一。明朝大致恢复宋制，而且正式把官职名改为知府，清朝沿袭明制，没有大的变化。清朝為從四品，印信称为“印”（而非道员的长方形“关防”），方二寸五分，厚六分。1912年民國建立，废府一级行政区划，1949年以后正式制度上并无恢复府级政区，但在省下有专区或地区行政公署及相应的党委，公署长官为专员，专区或地区的行政范围与明清的府大致相当。1980年代以后，专区或地区陆续废止，所辖区域改由该区域的市代省管辖，因而现在统称的地级市市委书记（或市长）大致相当于明清的知府或直隶州知州。而县级市书记（市长）大致相当于明清时散州知州。